# روی پاتریسیو
روی پدرو دوس سانتوس پاتریسیو (پرتغالی: Rui Pedro dos Santos Patrício؛ زادهٔ ۱۵ فوریهٔ ۱۹۸۸) بازیکن فوتبال اهل پرتغال است و برای باشگاه فوتبال العین امارات بازی میکند. 

## آمار ملی

### بازی‌های ملی
تا تاریخ ۲۶ مارس ۲۰۲۳
| پرتغال | پرتغال | پرتغال   | پرتغال   |
| سال    | بازی   | کلین شیت | گل خورده |
| ------ | ------ | -------- | -------- |
| ۲۰۱۰   | ۱      | ۱        | ۰        |
| ۲۰۱۱   | ۸      | ۳        | ۹        |
| ۲۰۱۲   | ۱۱     | ۴        | ۹        |
| ۲۰۱۳   | ۹      | ۴        | ۱۱       |
| ۲۰۱۴   | ۶      | ۲        | ۸        |
| ۲۰۱۵   | ۷      | ۲        | ۶        |
| ۲۰۱۶   | ۱۴     | ۷        | ۱۰       |
| ۲۰۱۷   | ۱۲     | ۹        | ۴        |
| ۲۰۱۸   | ۹      | ۴        | ۹        |
| ۲۰۱۹   | ۱۰     | ۵        | ۷        |
| ۲۰۲۰   | ۵      | ۳        | ۳        |
| ۲۰۲۱   | ۱۰     | ۵        | ۱۰       |
| ۲۰۲۲   | ۳      | ۲        | ۱        |
| ۲۰۲۳   | ۲      | ۲        | ۰        |
| مجموع  | ۱۰۷    | ۵۳       | ۸۷       |